# TG-31滑翔機
Aero Industries TG-31是一架1940年代由航空工業技術學院的學生設計和製造的軍事訓練滑翔機，名為Aero Industries G-2，並於1942年6月29日以Aero Industries TG-31的名稱服役。

## 發展
Aero Industries TG-31採用木鋼織物結構的高翼滑翔機設計，機頭滑道後部有一個單輪以方便執行更多彈性操作。一架G-2滑翔機（民事註冊:NC19965)於1942年6月29日進入美國陸軍航空軍服役，並被分配到編號TG-31(序號42-57171)。

### 書目
- Andrade, John. . Midland Counties Publications. 1979. ISBN 0-904597-22-9.